# Dagboeken van Mussolini
De dagboeken van Mussolini zijn boeken die Benito Mussolini zou hebben geschreven. Er is minstens tweemaal aanspraak gedaan door mensen die deze dagboeken zouden hebben gevonden, alle bleken vervalst. De meest spraakmakende claims werden gedaan in 1957 en 2007.

## Eerste dagboek (1957)
De eerste claim werd in 1957 gedaan door moeder en dochter Rosa en Amalia Pavini. Ze schreven samen ongeveer 30 dagboeken die van Mussolini zouden zijn, ook waren de boeken op waarheid geverifieerd door een zoon van Mussolini. Wegens de grote hoeveelheid die ze uitbrachten, werd gedacht dat de dagboeken echt zouden zijn. Naderhand bleken de dagboeken te zijn opgesteld middels krantenartikelen, biografieën en interviews en dus vervalst.

## Tweede claim (2007)
In februari 2007 werd voor de tweede keer geclaimd dagboeken van Mussolini te hebben gevonden. Ditmaal door de Italiaanse senator Marcello Dell'Utri. De gevonden dagboeken zouden zijn geschreven in de jaren 1935 tot 1939. Dell'Utri had deze dagboeken overgenomen van een advocaat die woonachtig was in het Italiaans-sprekende deel van Zwitserland. Tevens vermelde Dell'Utri dat de dagboeken waren gevonden door partizanen nadat ze Mussolini hadden opgepakt in Dongo, bij het Comomeer. Bij één van de partizanen lagen de boeken geruime tijd verstopt tot zijn overlijden in 2007. Volgens Dell'Utri zouden de dagboeken zijn beoordeeld op handschrift door een expert op dit vakgebied. Kort daarna, in februari 2007, ontdekten twee historici Emilio Gentile en Roberto Travaglini onafhankelijk van elkaar dat de dagboeken zouden zijn vervalst. Ook wisten zij te vertellen dat de dagboeken eerder al zouden zijn aangeboden aan veilinghuis Sotheby's en kranten zoals The Times en L'Espresso. Desondanks claimt Dell'Utri nog altijd dat de dagboeken authentiek zijn en hij is hierin niet de enige, onder anderen Silvio Berlusconi en Elisabetta Sgarbi deelden deze mening met de Italiaanse senator.